# Dora Köring
Dorothea (Dora) Köring (Chemnitz, 11 juli 1880 – Dresden, 13 februari 1945) was een tennisspeelster uit Duitsland.
Op de Olympische Zomerspelen van 1912 behaalde ze een zilveren medaille bij het damesenkelspeltoernooi en, samen met Heinrich Schomburgk, een gouden medaille bij het gemengddubbelspeltoernooi.
Köring overleed tijdens het bombardement op Dresden van 13 februari 1945, toen haar huis werd geraakt.